# Mydaea limbata
Mydaea limbata este o specie de muște din genul Mydaea, familia Muscidae. A fost descrisă pentru prima dată de Christian Rudolph Wilhelm Wiedemann în anul 1830. Conform Catalogue of Life specia Mydaea limbata nu are subspecii cunoscute.